# Будзиш-Шлайермахер, Рут
Рут Будзиш-Шлайермахер (нем. Ruth Budzisch-Schleiermacher, род. 3 ноября 1949 года, Вунзидель, ФРГ) — немецкая конькобежка. Участница зимних Олимпийских игр 1968 и  1972 годов, чемпионка мира в спринте, 18-кратная чемпионка ГДР, 24-кратная рекордсменка ГДР, рекордсменка мира на дистанции 500 м.

### Биография
Рут Шлайермахер родилась в Западной Германии. В рамках популяризации спорта в Восточной Германии она была замечена как конькобежка на раннем этапе. Занималась в группе конькобежного спорта спортивного сообщества "Motor Plauen" под руководством тренера Питера Целлера до апреля 1965 года. После этого Шлайермахер перешла на спортивную базу СК "Динамо Берлин", где с ней работал тренер Хельмут Кунерт.
Уже в 1966 году Рут выиграла детско-юношескую Спартакиаду ГДР и национальный чемпионат среди юниоров, а через год вновь была лучшей на юниорском первенстве. В том же 1967 году дебютировала на чемпионате мира в классическом многоборье и заняла 27-е место. В декабре выиграла чемпионат ГДР на отдельных дистанциях в забегах на 500, 1000 и 1500 м и не уступала первенство до завершения карьеры в 72-м, выиграв 18 титулов чемпионки страны. 
В 1968 году поднялась на 18-е место на очередном чемпионате мира в классическом многоборье. На своих первых зимних Олимпийских играх в Гренобле Рут заняла лучшее 8-е место в забеге на 1500 м, 12-е на 1000 м и 16-е на 500 м. В 1969 году девушка стала 4-й в многоборье на чемпионате мира в Гренобле, что стало её лучшим результатом в "классике" за всю её спортивную карьеру, а 4 февраля в швейцарском Давосе она установила мировой рекорд на дистанции 500 м, со временем 44,6 сек.
В 1971 году стала 9-й на чемпионате Европы в классическом многоборье и на 2-м чемпионате мира в спринтерском многоборье состоялся её дебют, где неожиданно для всех она стала чемпионкой мира в спринте, при этом установила мировой рекорд по сумме многоборья, набрав 175,730 баллов. В том же году вышла замуж и стала выступать под фамилией Будзиш. 
Через год она выступала на чемпионате Европы в Инцелле и заняла 16-е место в сумме многоборья, при этом в забеге на 500 м стала третьей. В феврале 72-го Рут участвовала на зимних Олимпийских играх в Саппоро, заняв там 13-е место в беге на 500 м и 32-е на 1000 м. Сразу после игр она завершила карьеру.

### Личная жизнь и семья
В 1971 году Рут Шлайермахер вышла замуж за Будзиша. После спортивной карьеры она руководила фитнес-студией в Берлин-Лихтерфельде.